# Жіноча збірна Аргентини з хокею із шайбою
Жіноча збірна Аргентини з хокею із шайбою — жіноча збірна з хокею із шайбою, яка представляє Аргентину на міжнародних змаганнях. Опікується командою Аргентинська асоціація з хокею та інлайн-хокею.
Статистика зустрічей на міжнародній арені.

Станом на 19 лютого 2012 року.
| Збірна  | І | В | Н | П | Ш     |
| ------- | - | - | - | - | ----- |
| Мексика | 2 | 1 | 0 | 1 | 2 : 7 |